# Wirtgen GmbH

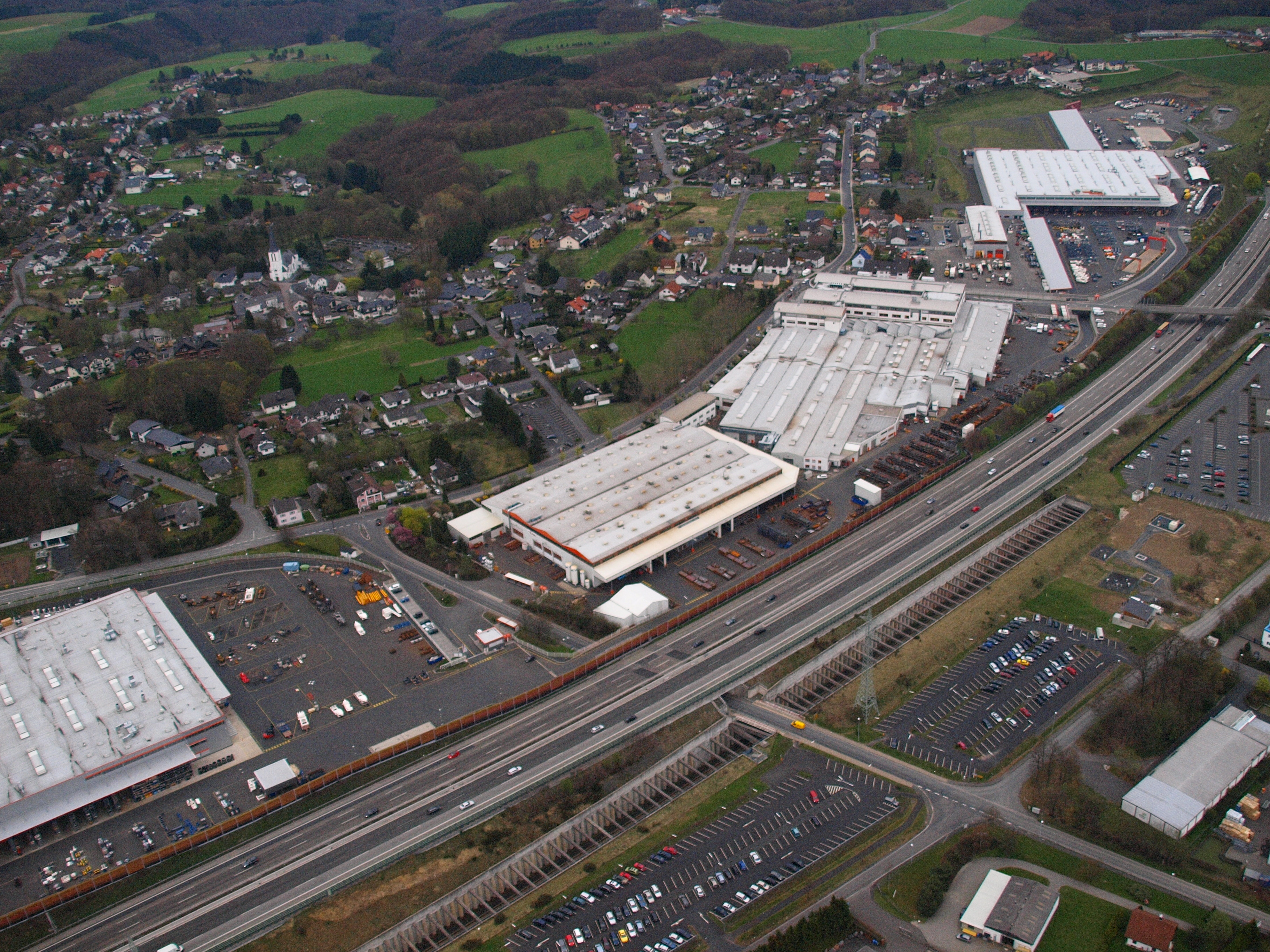
Windhagen, Wirtgen-Gelände unmittelbar an der A3

Die Wirtgen GmbH (Eigenschreibweise: WIRTGEN) ist ein Unternehmen im Bereich des Maschinenbaus und stellt insbesondere Maschinen für den Straßenbau her. Im Stammwerk in Windhagen im nördlichen Rheinland-Pfalz, etwa 30 Kilometer südlich von Bonn, werden über 2000 Mitarbeiter beschäftigt. Eine Vielzahl an Maschinentypen einschließlich Straßenfräsen, Recyclinggeräten, Gleitschalungsfertigern, Bodenstabilisierer und Surface Miner werden im Stammwerk hergestellt. Das Unternehmen ist Teil der Wirtgen Group, einem international tätigen Unternehmensverbund der Baumaschinenindustrie, ebenfalls mit Sitz in Windhagen. Als Teil der Wirtgen Group gehört das Unternehmen zum US-amerikanischen Land- und Baumaschinenkonzern Deere & Company.

## Geschichte
Das Unternehmen wurde im Jahr 1961 von dem damals 20-jährigen Reinhard Wirtgen in Windhagen gegründet, zunächst als Transportunternehmen für Baumaterialien. Schon in den 1960er Jahren wurde ein erstes Betonzertrümmerungsgerät gebaut, es folgte die Entwicklung der ersten Heißfräse zum Abtragen von schadhaften Asphaltbelägen. Mitte der 1970er Jahre waren mehr als 100 Wirtgen-Maschinen in ganz Europa im Einsatz. Die nächste Entwicklung war ein Heißrecycler zur Reprofilierung von verformten Straßenoberflächen unter Wiederverwendung des gefrästen Materials. Ende der 1970er Jahre wurden hieraus Kaltfräsen entwickelt.
Mitte der 1970er Jahre entstanden europaweit Niederlassungen; in den 1980er Jahren wurde ein weltweites Händlernetz geschaffen. In den 1990er Jahren wurde der Dienstleistungssektor ausgegliedert und das Unternehmen auf Konstruktion, Herstellung und Vertrieb von Baumaschinen ausgerichtet. Im Jahr 2017 ist die Wirtgen-Group in den Besitz des US-Konzerns John Deere übergegangen.

## Produkte
Gegenstand des Unternehmens ist die Entwicklung, Herstellung und der Vertrieb von Straßenbau- und Instandsetzungsmaschinen. Es werden über 60 Maschinentypen hergestellt, die sich in folgende Produktgruppen gliedern:
- Kaltfräsen
- Bodenstabilisierer
- Kaltrecycler
- Heißrecycler
- Gleitschalungsfertiger
- Surface Miner